# Doğanhisar
Doğanhisar ist eine Stadtgemeinde (Belediye) im gleichnamigen Ilçe (Landkreis) der Provinz Konya in der türkischen Region Zentralanatolien und gleichzeitig ein Stadtbezirk der 1986 gebildeten Büyükşehir belediyesi Konya (Großstadtgemeinde/Metropolprovinz). Seit der Gebietsreform 2013 ist die Gemeinde flächen- und einwohnermäßig identisch mit dem Landkreis.
Der Kreis/Stadtbezirk liegt im Westen der Provinz/Büyükşehir und grenzt im Norden an Akşehir, im Osten an Ilgın und im Süden an Hüyük. Im Westen bildet der Landkreis Şarkikaraağaç aus der Provinz Isparta die Grenze.
Der Landkreis wurde im September 1959 durch das Gesetz Nr. 7033 gebildet. Bis dahin war Doğanhisar ein Nahiye im Kaza (Kreis) Akşehir und bestand aus zehn Dörfern und der namensgebenden Belediye. Doğanhisar wurde 1912 zu einer Stadtgemeinde erhoben, ersichtlich auch im Stadtlogo.
(Bis) Ende 2012 bestand der Landkreis neben der Kreisstadt aus acht Stadtgemeinden (Ayaslar, Başköy, Çınaroba, Deştiğin, Karaağa, Koçaş, Konakkale und Yenice) sowie acht Dörfern (Köy), die während der Verwaltungsreform 2013/2014 in Mahalle (Stadtviertel/Ortsteile) überführt wurden. Die acht bestehenden Mahalle der Kreisstadt blieben erhalten, während die 17 Mahalle der acht anderen Belediye vereint und zu je einem Mahalle reduziert wurden. Den Mahalle steht ein Muhtar als oberster Beamter vor.
Ende 2020 lebten durchschnittlich 647 Menschen in jedem Mahalle, 2.023 Einw. im bevölkerungsreichsten (Başköy Mah.).